# Löfdahl
Löfdahl är ett svenskt efternamn, som kan skrivas på olika sätt- I mars 2024 var följande antal personer folkbokförda i Sverige med stavningsvarianterna:
- Löfdahl 892
- Lövdahl 343
- Löwdahl 58
- Lövdal 39
- Löfdal 32

Totalt blir detta 1364 personer.

## Personer med efternamnet Löfdahl och liknande namn
- Benjamin Löfdahl (född 1988), bandymålvakt
- Bertil Lövdahl  (1932–2016), militär
- Claes-Göran Löfdahl (född 1948), läkare, professor i lungmedicin
- Eva Löfdahl (född 1953), konstnär
- Göran Löfdahl (1936–2000), ämbetsman
- Karin Löfdahl (1935–2020), översättare och bibliotekarie
- Märta Sigrid Löfdahl (1890–1985), första kvinnliga civilekonom
- Niclas Löfdahl (född 1973 eller 1974), tidigare kriminell
- Oscar Magnus Löfdahl (1811–1895), militär, tecknare och grafiker